# Bidzsevo
Bidzsevo (macedónul: Биџево, albánul Bixhova) település Észak-Macedóniában, a Délnyugati körzetben, Sztruga községben.

## Népesség
| Lakosok száma | 249  | 294  | 351  | 410  | 455  | 189  | 450  | 546  | 290  |
|               | 1948 | 1953 | 1961 | 1971 | 1981 | 1991 | 1994 | 2002 | 2021 |

2002-ben 546 lakosa volt, akik közül 421 albán, 118 macedón és 7 más nemzetiségű.